# Aves de Rapina (DC Comics)
Aves de Rapina é um grupo de super-heroínas, publicando mensalmente pela editora de quadrinhos estadunidense, DC Comics. Originalmente apenas formado por Oráculo (Barbara Gordon) e Canário Negro (Dinah Lance), como equipe tiveram sua estreia em Showcase #96 em Março de 1996, na história "Birds of a Feather" de Jordan B. Gorfinkel, nas artes de Jennifer Graves e Stan Woch. Oráculo auxiliava a Canário em missões secretas contra contrabandistas e terroristas até que mais a frente surgiram novas personagens como Caçadora (Helena Rosa Bertinelli) e Lady Falcão Negro (Zinda Blake).  Com o passar dos anos o grupo incluiu membros dos mais diversos, como: Lady Shiva (Sandra Woosan), Caçador/Justiceira (Kate Spencer), Marginal (Charlotte Gage-Radcliffe), Savant (Brian K. Durlin), Creote (Aleksandr Creote), Grande Barda (Barda Free), Cigana (Cindy Reynolds), Mestre Judoca (Sonia Sato), Alice Sombria (Lori Zechlin), Onyx (Onyx Adams), Contra-Espiã (Katarina Armstrong), Infinito, Condor (Benjamin Reyes). Poderosa (Kara Zor-L), Vixen (Mari Jiwe McCabe), Columba (Dawn Granger), e até o Caçador de Marte (J'onn J'onzz). Na versão Os Novos 52, funcionando como uma extensão da Bat-família, Katana (Tatsu Yamashiro), Sturnia (Ev Crawford) e Hera Venenosa (Dra. Pamela Lillian Isley, PhD) unem-se a formação original, brevemente Mulher-Gato (Selina Kyle).

## As duas fases

### A era Dixon
Inicialmente, era Chuck Dixon quem escrevia a série. Nessa época, o grupo era composto por Oráculo e Canário Negro, que era a agente de campo. A equipe seguia uma linha de atuação voltada para combate a terroristas, grandes traficantes de drogas e/ou de armas. No decorrer das histórias, Dixon introduziu Robin, Asa Noturna e Besouro Azul, como participantes relativamente frequentes do título. Jason Bard também aparecia, mas com freqüência bem menor, até por que ele teve de se hospitalizar por um tempo, graças aos eventos do primeiro arco do título, que o deixaram temporariamente cego. Dixon conseguia deixar a série com um ritmo de histórias muito bom, pois fazia constantes ligações entre os arcos. Era comum que um evento precisasse de dois arcos para ser contado por inteiro. Além disso, era de costume ter histórias one shot (histórias “fechadas”, de uma única edição), que poderiam ser usadas como ligação entre um arco e outro ou, simplesmente, ser veículo para uma história cotidiana das integrantes.

### O momento de incerteza
Depois que Dixon deixou a série, a mesma passou por um período de incerteza sobre o cancelamento, devido à qualidade questionável das histórias e a aceitação entre os fãs. Nessa fase, Terry Moore (Estranhos no Paraíso) e depois Gilbert Hernandez (Love and Rockets) escreveram a série. Uma seqüência de histórias estranhas se passa nesse período, como o arco de Moore, em que Bárbara volta a andar por um breve período, por meio da ação de uma menina meta-humana e o outro arco, contado por Hernandez, que é basicamente uma atuação em equipe de Canário Negro com Rex Mason, o Metamorfo, onde uma série de transformações na família de Rex, causadas por uma arma de elevado nível tecnológico, resultam em grandes problemas para a dupla.

### A Era Simone
É nessa situação complicada que a revista passa para a próxima fase, a de Gail Simone. Ela teve a difícil missão de revitalizar o título, fazendo com que Aves de Rapina voltasse a ser bem vista pelos leitores. Para isso, deixou-se a maior parte do abordado por Dixon e absolutamente tudo tratado por Moore e Hernandez para trás e iniciou-se uma nova fase, de fácil acesso para leitores que não acompanhavam a série mas que, com a grande colaboração da arte atraente aos olhos masculinos, do brasileiro Ed Benes, foram atraídos para a série. Gail Simone combinou muito bem com o título. Simone foi bem sucedida na sua empreitada, trabalhando muito bem as personagens e com as ligações entre elas, fortalecendo a amizade entre Dinah e Bárbara e introduzindo Helena Bertinelli, a Caçadora, às histórias da equipe. Pode-se dizer que foi Simone a responsável pelos conceitos atuais das personagens.

## Quem são as Aves de Rapina?
Como foi dito anteriormente, inicialmente, o grupo era formado por Oráculo e Canário Negro. Mais tarde, Caçadora foi introduzida, sendo Lady Falcão Negro a última a entrar para o grupo, até então. No entanto, atualmente, no período de Um Ano Depois, a equipe passou a colaborar com Lady Shiva e com Cigana.
- Oráculo

Bárbara Gordon usou o manto de Batgirl até ser privada dos movimentos da parte inferior do seu corpo, em um ataque executado pelo Coringa. Tempos depois desse terrível incidente, ela adotou o título de Oráculo e mudou sua linha de atuação, projetando-se para a internet, onde pratica diversas atividades de pirataria virtual, o que inclui desvio de dinheiro da conta de criminosos, obtenção de informações confidenciais e manipulação de informação em geral, quase sempre utilizada para apagar os rastros de suas operações e criar identidades falsas para suas agentes de campo. Graças ao seu gigantesco banco de dados, Bárbara às vezes tem suas informações requisitadas pelos poucos membros da comunidade super-heróica que possuem meios de encontrá-la. Além disso, foi uma parceira de extrema importância para Batman, até que eles romperam esses laços, devido a acontecimentos nos momentos finais do arco Jogos de Guerra. Além de participar das Aves de Rapina, Bárbara é membro reserva da Liga da Justiça e, ainda no inicio de sua carreira, colaborou com o Esquadrão Suicida.
- Canário Negro

Dinah Lance é filha de uma das primeiras super-heroínas do mundo, a Canário Negro original, ex-integrante da Sociedade da Justiça, grupo fundado ainda nos tempos da Segunda Guerra Mundial. Dinah cresceu rodeada de grandes ícones da comunidade super-heróica, pessoas responsáveis pela inspiração das gerações heróicas seguintes. Desde criança, a menina sempre teve grande admiração pelo que os seus “tios” faziam e, quando atingiu a adolescência, decidiu se preparar para o seu ingresso no mundo dos super-heróis, iniciando um treinamento de artes marciais com um dos maiores boxeadores da história dos pesos pesados: Ted Grant, o Pantera. Apesar da desaprovação de sua mãe, ela assumiu o manto da Canário, tornando-se a Canário Negro II. Em seguida, Dinah viajou pelo mundo treinando com diversos mestres de artes marciais, praticantes das mais variadas técnicas de luta. Além do seu grupo atual, Dinah é membro reserva da SJA e da LJA, onde ocupa vaga de membro fundador.
- Caçadora

Helena Bertinelli viu seus pais serem assassinados quando era criança. Depois disso, foi treinada pelo seu primo, que era assassino profissional e, após concluir esse período, jurou vingança contra a máfia. Terminada a sua vingança, Helena se tornou vigilante e, por atuar em Gotham, foi descoberta por Batman o qual, mesmo desaprovando os seus métodos violentíssimos de combate ao crime, permitiu que ela patrulhasse a cidade. Com o intuito de corrigir essa agressividade de Caçadora, Batman a colocou na Liga da Justiça. Porém, nem isso foi o suficiente para mudar sua maneira de atuar, então ele resolveu expulsá-la da equipe. Atualmente, Helena conseguiu, por meio das articulações de Oráculo, uma vaga como professora de uma escola primária. Além das horas como professora durante o dia, ela ainda atua com as Aves de Rapina em Metrópolis.
- Lady Falcão Negro

Zinda Blake é uma ex-integrante do atualmente extinto grupo de pilotos da força aérea estadunidense chamado Falcões Negros. Devido ao evento conhecido como Zero Hora, ela foi deslocada no tempo dos anos 40 para os dias de hoje. Quando chegou no presente, descobriu que um oitavo das ações da Falcão Negro Ltda — hoje uma empresa de entregas internacionais — lhe pertenciam. No entanto, os outros membros da diretoria não permitiram que ela fizesse o que mais desejava, naquele momento: pilotar os aviões da companhia. Sem muitas perspectivas na carreira de piloto e com um forte sentimento de “inutilidade” por viver em mundo muito mais moderno que o deixou, Zinda foi surpreendida pela proposta que recebeu de Canário Negro, aceitando-a logo depois de estabelecer sua única condição: “Eu não aceito que me digam como voar”. Além da sua grande perícia em pilotagem de meios de transporte aéreos e condução de veículos terrestres, Lady Falcão Negro também é treinada para lidar com diversas armas de fogo, o que aumenta muito a sua capacidade de atuação em campo, que se restringe a dar apoio aos operativos principais.

## Colaboradores
A equipe conta com um grupo de apoio, contatado nos momentos de maior dificuldade. Esse recurso foi utilizado largamente por Dixon, em sua fase frente ao título, sendo personagens como Besouro Azul, Asa Noturna e Robin presença quase que garantida nas histórias da série. Apesar disso, na fase de renovação da série, com Simone, esses personagens deixaram de ser utilizados, sendo substituídos por Creote e Savant.
- Asa Noturna

Dick Grayson, o primeiro Robin, é um dos integrantes do pequeno grupo de pessoas a quem Oráculo recorre, em momentos de necessidade. Dick é uma figura importante na vida de Bárbara, pois os dois tiveram um envolvimento amoroso muito profundo, que terminou tempos atrás, mas que os dois — por várias vezes — provaram que, apesar de ainda não ser o momento adequado para reatar, eles ainda se amam e sempre se amarão. Grayson é um dos membros fundadores da Turma Titã, grupo que serviu de base para a criação dos Novos Titãs, tempos depois. Um dos Titãs mais respeitados da história, ele ainda participou da Liga da Justiça ao ocupar o cargo de líder da equipe durante a época em que os Sete Grandes ficaram desaparecidos, devido os desdobramentos do arco A Era Obsidiana. Há algum tempo, fez parte da terceira formação dos Renegados, grupo que ele abandonou há pouco, por causa dos acontecimentos do arco Os Infiltrados. Atualmente, depois do salto cronológico conhecido com Um Ano Depois, voltou a integrar a equipe, que agora atua interferindo onde precisar, seja onde for, incluindo a sua missão atual, em uma república africana que está passando por um período de ditadura militar.
- Besouro Azul

Ted Kord, o segundo homem a usar o manto do Besouro Azul, tornou-se o principal colaborador do grupo, ao se tornar amigo próximo de Oráculo. Essa amizade teve início na internet, onde ambos conversavam por meio de mensagens eletrônicas, sem revelar muito de si, inicialmente, mas com o tempo, laços de confiança se criaram e eles decidiram que já estava na hora de se conhecerem pessoalmente. Logo no primeiro encontro — que ocorre na edição 15 da série original — Bárbara descobre que Ted é o Besouro Azul e acaba sendo descoberta também, em seguida. A partir daí, cria-se uma forte amizade e Ted passa a visitar a Torre do Relógio frequentemente, além de ajudar Bárbara sempre que preciso. Em uma dessas oportunidades em que prestou ajuda a Bárbara, Ted percebeu que precisava abandonar sua aposentadoria e assim, voltar a ser o Besouro. Infelizmente, ele foi assassinado por Maxwell Lord, quando estava a um passo de salvar o planeta e a comunidade heróica de um grande golpe, como visto no prólogo para Contagem Regressiva Para a Crise Infinita.
- Robin

Tim Drake, o terceiro Robin, também faz parte da lista de colaboradores da equipe. Após a morte de Jason Todd, o segundo Robin (que retornou como Capuz Vermelho e, atualmente, se passando por Asa Noturna), o cargo ficou vago e Tim, utilizando a sua memória fotográfica descobriu o maior segredo de Batman: sua identidade secreta. Então, Batman treinou o menino nas mais variadas artes marciais e conhecimentos de investigação, capacitando-o a atuar como um herói encapuzado.
- Creote

Além do fato de ter ser ex-agente da KGB, pouco se sabe sobre o passado de Creoete. O fato é que, em algum momento de sua vida, ele encontrou Savant e os dois formaram uma parceria, que tinha por objetivo chantagear pessoas poderosas. Por ter um porte físico avantajado, Creote funciona, basicamente, como o guarda-costas de Savant, pessoa a qual ele é totalmente fiel e secretamente apaixonado.
- Pantera

Ted Grant, o Pantera, foi um dos membros da SJA que Canário mais se apegou durante a sua infância e, por conseqüência, durante a sua vida. Considerado como um “tio”, pela moça, Ted sempre retribuiu o carinho recebido de Dinah, além de ensiná-la tudo o que sabia sobre como boxe, em suas diversas variações espalhadas pela Terra. Recentemente, em sua primeira e única colaboração com o grupo, Ted foi até Cingapura com Dinah, para aplicar um grandioso golpe em um dos maiores fornecedores de drogas de Gotham, o senhor Tan. Depois de vários problemas e improvisos, eles frustram os planos de Tan e terminam com o seu convênio com a máfia italiana de Gotham.
- Savant

Brian Durlin, em conjunto com seu fiel parceiro, Creote, aplicavam chantagem em diversas pessoas com influência, seja ela política, social ou econômica, a fim de receber em troca dinheiro ou favores da vítima. Suas operações baseavam-se em reunir informações sobre a pessoa, acrescentá-las ao seu vasto banco de dados — que Oráculo absorveu ao fim do seu conflito com a dupla — e utilizá-las contra o alvo, posteriormente. Atualmente, Savant e, por conseqüência, Creote, estão em uma tentativa de reabilitação sob os cuidados de Oráculo.

## Série de televisão
Em 2002, o grupo foi livremente adaptado para uma série de televisão, intitulado com o mesmo nome. No Brasil foi exibido pela emissora SBT e recebeu o nome de Mulher-Gato. Situado em um futuro alternativo do Universo DC, a série era estrelada por Dina Meyer como Barbara Gordon e Ashley Scott como Helana Wayne.

## Os novos 52: Aves de Rapina
A DC Comics reiniciou algumas histórias de Histórias em quadrinhos (banda desenhada, em português). A equipe da Aves de Rapina dos Novos 52 são Ev (Starling), Katana, Canário Negro, Batgirl e Hera Venenosa. Em várias partes da história em quadrinhos, Canário Negro é possivelmente responsável pela morte de seu marido. E não é retratado nada sobre Pantera (herói que a ensinou golpes ótimos).

## Outras mídias
Série animada
Uma série animada do grupo foi planejada, mas acabou sendo cancelada.
Série de TV
A série de TV foi vagamente adaptada em uma série de televisão, Birds of Prey. Definido em um futuro alternativo do Universo DC, a série estrelada por Dina Meyer como Oráculo e Ashley Scott como Caçadora, parceiras estabelecidas em New Gotham. A Oráculo de Meyer era a ex-Batgirl paraplégica; A Caçadora de Scott era a filha de Batman e de uma Mulher-Gato meta-humana e como tal exibiu poderes felinos.
Justice League Unlimited
Gail Simone roteirizou o episódio "Double Date" de Justice League Unlimited. Ela originalmente pretendia que o episódio incluísse a Batgirl (Barbara Gordon) contatando a Caçadora e a Canário Negro para completar um caso para ela, mas uma questão de direitos de personagens exigia a remoção de Barbara da história e levando-a em uma direção diferente (juntão a Caçadora com o Questão e a Canário Negro com o Arqueiro Verde). 
Batman: The Brave and the Bold
O grupo aparece no episódio "The Mask of Matches Malone!", da série animada Batman: The Brave and the Bold. O episódio foi escrito por Gail Simone. Caçadora (Tara Strong), Canário Negro (Grey DeLisle) e Mulher-Gato (Nika Futterman) precisam restaurar a ordem de Gotham quando Batman desenvolve amnésia; Oráculo não existe nessa continuidade, embora. Barbara Gordon, a Batgirl apresente apareça em outros episódios da série. 
Arrow
A segunda temporada da série de TV Arrow apresentou um episódio intitulado "Birds of Prey", que gira em torno das personagens Laurel Lance (Katie Cassidy), Sara Lance (Caity Lotz) e Helena Bertinelli (Jessica De Gouw). A história basicamente retrata Laurel sendo sequestrada pela Caçadora como efeito colateral nos planos de vingança da anti-heroína contra o seu próprio pai, cabendo a primeira Canário da série salvá-la.
A sétima temporada de Arrow também apresentou um episódio inspirado no grupo Aves de Rapina, chamado "Lost Canary". Nele, Felicity Smoak (Emily Bett Rickards) pede a ajuda de Sara Lance, que agora é conhecida como Canário Branco, para juntas convencerem a Laurel Lance da terra 2 a ser uma heroína e abandonar o manto de vilã de Sereia Negra. No fim do episódio, a Laurel da terra 2 se torna também Canário Negro em sua terra natal, ao mesmo tempo que Sara entrega a Dinah Drake (Juliana Harkavy), a nova Canário Negro da terra 1, que havia perdido seus poderes, um grito do Canário sintético, adaptado das versões anteriores, em que Sara e Laurel da terra 1 usavam. Agora, ele é um aparelho anexado ao pulso, como um relógio, que produz efeitos sonoros, e não mais possui a forma de uma bomba ou de um colar.
Nos momentos finais do episódio, Felicity se refere ao nome do grupo formado por ela, Sara, Laurel e Dinah, como "Aves da Justiça", ao que Sara complementa como sendo "algo assim". 

### Filme
A Warner Bros. e a DC Comics estão desenvolvendo um filme das Aves de Rapina. Inicialmente, seria um filme solo da Arlequina, interpretada por Margot Robbie no filme Esquadrão Suicida, mas o projeto se transformou no futuro longa-metragem focado no clã de personagens femininas das HQs homônimas. A diretora Cathy Yan está dirigindo o longa e Christina Hodson está desenvolvendo o roteiro. Robbie será uma das produtoras. Especula-se que o filme será rodado em 2019 e lançado no ano seguinte. Personagens como Caçadora, Canário Negro, Batgirl e Renee Montoya estarão no filme. Robbie, Mary Elizabeth Winstead (Caçadora), Rosie Pérez (Renee Montoya) e Jurnee Smollett-Bell (Canário Negro) estão confirmadas no elenco.